# Psittaculirostris desmarestii
Il pappagallo dei fichi di Desmarest (Psittaculirostris desmarestii (Desmarest, 1826)) è un uccello della famiglia degli Psittaculidi.
Si alimenta principalmente dei semi di Ficus, però anche se in minor misura sono stati visti alimentarsi del duro pericarpo di alcuni fichi, specialmente delle specie nelle quali i fichi crescono in grappoli principiando dal tronco.